# 1899 w polityce

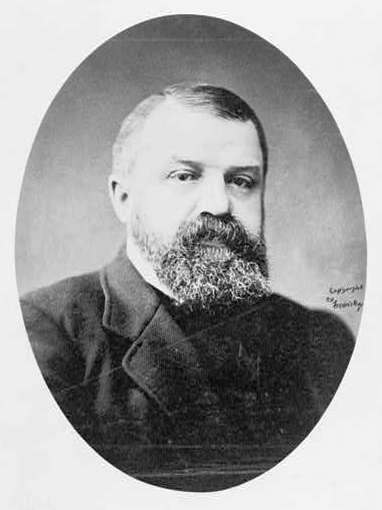
Dwight L. Moody

Wydarzenia polityczne w 1899 roku.

## Zmarli
- 22 grudnia Dwight L. Moody, amerykański  kaznodzieja[1].